# Charleville-Mézières
Charleville-Mézières là tỉnh lỵ của tỉnh Ardennes, thuộc vùng Grand Est của nước Pháp, có dân số là 55.490 người (thời điểm 1999).

## Địa lý
Charleville-Mézières nằm ở tận cùng phía bắc của vùng Grand Est, gần biên giới với Bỉ. Hai thành phố gốc, Charleville và Mézières, nằm cách nhau chừng 7 km và được nối với nhau bằng cầu Place Ducale qua sông Meuse.

## Lịch sử
Thành phố được lập nên thông qua việc hợp nhất hai thành phố cổ truyền, Charleville và Mézières, vào thế kỷ 17. Charleville được xây dựng bởi Charles de Gonzague, và Mézières có một lịch sử dài với vai trò quan trọng trong các xung đột quân sự.

## Khí hậu
| Dữ liệu khí hậu của Charleville-Mézières | Dữ liệu khí hậu của Charleville-Mézières | Dữ liệu khí hậu của Charleville-Mézières | Dữ liệu khí hậu của Charleville-Mézières | Dữ liệu khí hậu của Charleville-Mézières | Dữ liệu khí hậu của Charleville-Mézières | Dữ liệu khí hậu của Charleville-Mézières | Dữ liệu khí hậu của Charleville-Mézières | Dữ liệu khí hậu của Charleville-Mézières | Dữ liệu khí hậu của Charleville-Mézières | Dữ liệu khí hậu của Charleville-Mézières | Dữ liệu khí hậu của Charleville-Mézières | Dữ liệu khí hậu của Charleville-Mézières | Dữ liệu khí hậu của Charleville-Mézières |
| Tháng                                    | 1                                        | 2                                        | 3                                        | 4                                        | 5                                        | 6                                        | 7                                        | 8                                        | 9                                        | 10                                       | 11                                       | 12                                       | Năm                                      |
| ---------------------------------------- | ---------------------------------------- | ---------------------------------------- | ---------------------------------------- | ---------------------------------------- | ---------------------------------------- | ---------------------------------------- | ---------------------------------------- | ---------------------------------------- | ---------------------------------------- | ---------------------------------------- | ---------------------------------------- | ---------------------------------------- | ---------------------------------------- |
| Cao kỉ lục °C (°F)                       | 15.0 (59.0)                              | 17.5 (63.5)                              | 22.0 (71.6)                              | 28.1 (82.6)                              | 30.7 (87.3)                              | 34.9 (94.8)                              | 39.2 (102.6)                             | 37.0 (98.6)                              | 30.7 (87.3)                              | 27.7 (81.9)                              | 19.9 (67.8)                              | 15.6 (60.1)                              | 39.2 (102.6)                             |
| Trung bình ngày tối đa °C (°F)           | 5.1 (41.2)                               | 6.6 (43.9)                               | 10.8 (51.4)                              | 14.6 (58.3)                              | 18.8 (65.8)                              | 21.6 (70.9)                              | 24.1 (75.4)                              | 23.7 (74.7)                              | 19.6 (67.3)                              | 14.9 (58.8)                              | 9.1 (48.4)                               | 5.7 (42.3)                               | 14.6 (58.3)                              |
| Tối thiểu trung bình ngày °C (°F)        | −0.5 (31.1)                              | −0.7 (30.7)                              | 1.6 (34.9)                               | 3.3 (37.9)                               | 7.3 (45.1)                               | 10.2 (50.4)                              | 12.1 (53.8)                              | 11.7 (53.1)                              | 8.9 (48.0)                               | 6.2 (43.2)                               | 2.7 (36.9)                               | 0.5 (32.9)                               | 5.3 (41.5)                               |
| Thấp kỉ lục °C (°F)                      | −17.5 (0.5)                              | −16.7 (1.9)                              | −13.8 (7.2)                              | −8.5 (16.7)                              | −4.4 (24.1)                              | −2.4 (27.7)                              | 1.7 (35.1)                               | 0.4 (32.7)                               | −2.0 (28.4)                              | −6.7 (19.9)                              | −11.8 (10.8)                             | −16.4 (2.5)                              | −17.5 (0.5)                              |
| Lượng Giáng thủy trung bình mm (inches)  | 102.3 (4.03)                             | 77.0 (3.03)                              | 82.5 (3.25)                              | 62.7 (2.47)                              | 69.4 (2.73)                              | 70.4 (2.77)                              | 74.6 (2.94)                              | 70.8 (2.79)                              | 67.2 (2.65)                              | 88.3 (3.48)                              | 86.9 (3.42)                              | 106.3 (4.19)                             | 958.4 (37.73)                            |
| Số ngày giáng thủy trung bình            | 13.7                                     | 11.3                                     | 13.3                                     | 10.9                                     | 11.3                                     | 10.4                                     | 10.0                                     | 9.6                                      | 10.2                                     | 11.8                                     | 12.9                                     | 14.1                                     | 139.5                                    |
| Số giờ nắng trung bình tháng             | 53.6                                     | 66.5                                     | 118.5                                    | 163.5                                    | 186.6                                    | 195.2                                    | 206.3                                    | 196.9                                    | 143.5                                    | 97.2                                     | 45.6                                     | 42.6                                     | 1.515,9                                  |
| Nguồn: Météo France                      |                                          |                                          |                                          |                                          |                                          |                                          |                                          |                                          |                                          |                                          |                                          |                                          |                                          |

## Các thành phố kết nghĩa
- Dülmen (Đức)
- Euskirchen (Đức)
- Nordhausen (Đức)
- Mantua (Ý)

## Những người con của thành phố
- François-Antoine Habeneck, nhạc sĩ
- Jean Nicolas Pierre Hachette, nhà toán học
- Arthur Rimbaud, nhà thơ